# Laß jucken, Kumpel 3. Teil – Maloche, Bier und Bett
Laß jucken, Kumpel 3. Teil – Maloche, Bier und Bett (Vorspann: Lass jucken Kumpel III. Teil: Maloche, Bier + Bett) war der dritte Teil der Sexfilmreihe Laß jucken, Kumpel. Der 1974 uraufgeführte Streifen wurde von Franz Marischka inszeniert.

## Handlung
Die Geschichte knüpft an den zweiten Teil der „Kumpel“-Reihe an und beginnt mit der Verlobungsfeier des Italieners Lucky und seiner deutschen Freundin Erika. Die vorübergehend zur Prostitution zurückgekehrte und inzwischen verwitwete Gisela scheint in Heiners altem Freund Jupp Kaltofen eine neue Liebe oder doch zumindest einen Halt gefunden zu haben. Jupp ist der Anti-Heiner schlechthin und darüber hinaus rund zwei Jahrzehnte älter als sein verstorbener Kumpel. Während Heiner wenigstens seine Unzufriedenheit mit seinem Leben erkannte, fehlt dem alten Jupp jede Einsicht. Sein elendiges Dasein ertränkt er in unbändigem Alkoholkonsum und übertüncht seine erbärmliche Existenz, indem er mit Frauengeschichten prahlt, die so nie stattgefunden haben.
Als Ersatzvater für den kleinen Thomas ist er eine totale Fehlbesetzung, und dennoch sind die Menschen im Pütt rund um Gisela froh darüber, dass sie diesen Versager heiratet, entsteht damit doch wenigstens etwas Sicherheit für die Witwe und ihren Sohn. Die anstehende Hochzeit zwischen Gisela und Jupp, die zur Mésalliance zu werden droht, wird jedoch im letzten Moment durch das Schicksal vereitelt: Jupp liegt am Hochzeitstag total betrunken im Bett und muss von seinen Kumpels regelrecht ins Standesamt gekarrt werden. Sternhagelvoll wie er ist, bricht er im entscheidenden Moment zusammen, ehe er laut und deutlich das entscheidende „Ja!“ sagen kann. Auch Giselas Schicksal scheint damit besiegelt (siehe Teil 5 der Reihe).

## Produktionsnotizen
Der Arbeitstitel der an 25 Tagen im Februar/März 1974 abgedrehten Produktion lautete Laß jucken Kumpel, III. Teil – Marsch, marsch, in's Loch. Laß jucken, Kumpel 3. Teil – Maloche, Bier und Bett wurde am 23. Mai 1974 uraufgeführt. Nach dem Erfolg des Musiktitels Der Nippel von Mike Krüger im Jahr 1980 wollte Produzent Gunter Otto den Film unter dem Titel Der Nippelzieher erneut in die Kinos bringen. Die Pläne wurden jedoch verworfen und die Wiederaufführung startete als Laß jucken Kumpel (3. Teil).

## Kritiken
Das Lexikon des internationalen Films nannte den Streifen wie die ganze Filmreihe schlicht „unsäglich“. Das Heyne-Filmlexikon kanzelte gleich die gesamte Reihe ab: „Angeblich unverfälschte Schilderung typischer Alltagsbegebenheiten im Ruhrgebiet: Weithin ordinäre Pornografie.“